# Alexander Öberg
Alexander Mattias Öberg, född 4 mars 1968 i Helsingborg, är en svensk regissör, kompositör och musiker. Han är son till konstnären Arne Öberg och bror till musikerna 
Anna Öberg och Sebastian Öberg.
Öberg är utbildad vid Dramatiska Institutet 1991–1994. Han har varit konstnärlig ledare vid Teater Bhopa 1995–2000 och Backa Teater 2000–2006 och verksam vid ett flertal svenska teatrar. Han är även verksam som regilärare vid Stockholms dramatiska högskola och som kompositör. Öberg spelar cello i popbandet Ladomir. 
Han fick Sten A Olssons kulturstipendium 1998.
Under åren 2017 och 2018 innehade  Alexander Öberg tjänsten som teaterchef på Norrbottensteatern.
2022 tilldelades han Konstnärsnämndens 10-åriga långtidsstipendium.

## Teater/Musikal

### Regi (urval)
| År   | Produktion                                                                              | Upphovsmän                                              | Teater                                                                      |
| ---- | --------------------------------------------------------------------------------------- | ------------------------------------------------------- | --------------------------------------------------------------------------- |
| 1990 | En midsommarnattsdröm A Midsummer Night's Dream                                         | William Shakespeare                                     | Teater Bastard                                                              |
| 1991 | Rosa.L                                                                                  | Alexander Öberg och Birte Niederhaus                    | Teater Bastard                                                              |
| 1991 | Brutalmusikal                                                                           | Teater Bastard och Hans Carlsson                        | Teater Bastard                                                              |
| 1991 | Klas-Jesus                                                                              | Anders Paulin                                           | Dramatiska Institutet                                                       |
| 1992 | Björnen Медведь: Шутка в одном действии, Medved: Shutka v odnom deystvii                | Anton Tjechov                                           | Dramatiska Institutet                                                       |
| 1993 | Sprit                                                                                   | Börje Lindström                                         | Backa teater                                                                |
| 1993 | Eréndira La increíble y triste historia de la cándida Eréndria y de su abuela desalmada | Gabriel García Márquez                                  | Riksteatern                                                                 |
| 1993 | Spartacus                                                                               | Howard Fast Bearbetning Hans Carlsson                   | Teater Bastard/ Dramatiska Institutet/ Göteborgs Stadsteater                |
| 1994 | Fattig men glad                                                                         | Lars Lundström och Hans Carlsson                        | Riksteatern                                                                 |
| 1995 | Romeo och Julia The Tragedy of Romeo and Juliet                                         | William Shakespeare                                     | Backa teater                                                                |
| 1996 | Det gudomliga kriget                                                                    | Homeros                                                 | Teater Bhopa                                                                |
| 1996 | Morfars stuga                                                                           | Göran Tunström, Peter Nilson och Gabriel García Márquez | Teater Bhopa                                                                |
| 1997 | Den kaukasiska kritcirkeln Der kaukasische Kreidekreis                                  | Bertolt Brecht och Paul Dessau                          | Malmö Dramatiska Teater/ Quarttango                                         |
| 1997 | Räven Volpone                                                                           | Ben Jonson                                              | Teater Bhopa/ Teaterhögskolan vid Göteborgs universitet                     |
| 1998 | Min modiga mor Mutters Courage                                                          | George Tabori                                           | Backa teater                                                                |
| 1998 | P Beirut                                                                                | Alan Bowne                                              | Teater Bhopa                                                                |
| 1999 | Eréndira La increíble y triste historia de la cándida Eréndria y de su abuela desalmada | Gabriel García Márquez                                  | Teater Bhopa                                                                |
| 1999 | Horisonten är här                                                                       | Mats Kjelbye                                            | Teater Bhopa/ Backa teater/ Quarttango Samregi med Malin Stenberg           |
| 2000 | Aniara                                                                                  | Harry Martinson Bearbetning Sven-Åke Gustavsson         | Backa teater                                                                |
| 2001 | Klister                                                                                 | Mats Kjelbye                                            | Backa teater                                                                |
| 2002 | Hatten är din                                                                           | Mats Kjelbye                                            | Backa teater                                                                |
| 2002 | Antigone                                                                                | Mats Kjelbye och Alexander Öberg                        | Den Nationale Scene, Bergen, Norge                                          |
| 2003 | Point Zero امرأة عند نقطة الصفر, Emra'a enda noktat el sifr                             | Nawal El Saadawi                                        | Backa teater                                                                |
| 2003 | Cabaret                                                                                 | Joe Masteroff, John Kander och Fred Ebb                 | Backa teater                                                                |
| 2004 | Hela vägen hem                                                                          | Mats Kjelbye                                            | Backa teater Samregi med Malin Stenberg                                     |
| 2005 | Elektratrilogin Mourning Becomes Electra                                                | Eugene O'Neill                                          | Stockholms stadsteater                                                      |
| 2005 | Maratondansen They Shoot Horses, Don't They?                                            | Horace McCoy                                            | Backa teater                                                                |
| 2006 | Snittet The Cut                                                                         | Mark Ravenhill                                          | Stockholms stadsteater                                                      |
| 2007 | Lilla Livet                                                                             | Sofia Fredén                                            | Göteborgs Stadsteater                                                       |
| 2007 | Volpone                                                                                 | Ben Jonson                                              | Stockholms Parkteater                                                       |
| 2008 | Zorro                                                                                   | Erik Norberg                                            | Uppsala Stadsteater                                                         |
| 2008 | Glengarry Glen Ross                                                                     | David Mamet                                             | Stockholms stadsteater                                                      |
| 2009 | Dårfinkar och dönickar                                                                  | Ulf Stark, Irena Kraus, Thomas Lindahl                  | Stockholms stadsteater, Skärholmen                                          |
| 2009 | Mur Wall                                                                                | David Hare                                              | Stockholms stadsteater                                                      |
| 2010 | Markurells i Wadköping                                                                  | Hjalmar Bergman Dramatisering Alexander Öberg           | Örebro länsteater                                                           |
| 2011 | Duvorna Die Tauben                                                                      | David Gieselmann                                        | Helsingborgs Stadsteater                                                    |
| 2011 | Amadeus                                                                                 | Peter Shaffer                                           | Örebro länsteater                                                           |
| 2012 | Vredens druvor Grapes of Wrath                                                          | John Steinbeck                                          | Örebro länsteater                                                           |
| 2013 | Blodsbröder Blood Brothers                                                              | Willy Russell                                           | Kulturhuset Stadsteatern                                                    |
| 2013 | Soppan i halsen                                                                         | Calle Norlén                                            | Kulturhuset Stadsteatern                                                    |
| 2014 | Lasse-Maja Musikalen                                                                    | Erik Norberg och Alexander Öberg                        | Örebro länsteater                                                           |
| 2014 | Carmen                                                                                  | Georges Bizet                                           | Örebro länsteater                                                           |
| 2015 | Ingenting ger en sån känsla av oändlighet som dumheten Geschichten aus dem Wiener Wald  | Ödön von Horváth                                        | Teaterhögskolan i Luleå                                                     |
| 2015 | Karlsson på taket                                                                       | Astrid Lindgren                                         | Göteborgs Stadsteater                                                       |
| 2015 | Tolvskillingsoperan Die Dreigroschenoper                                                | Bertolt Brecht och Kurt Weill                           | Malmö stadsteater                                                           |
| 2016 | Karlsson på taket                                                                       | Astrid Lindgren                                         | Dramaten                                                                    |
| 2016 | Boxaren                                                                                 | Erik Norberg och Alexander Öberg                        | Örebro länsteater                                                           |
| 2017 | Pelle Erövraren – Den stora kampen                                                      | Alexander Öberg och Erik Norberg                        | Helsingborgs stadsteater / Helsingborgs Symfoniorkester / Helsingborg Arena |
| 2017 | Bläck eller Blod                                                                        | Alexander Öberg och Erik Norberg                        | Riksteatern/Örebro länsteater                                               |
| 2020 | Vad i helvete ska en männska göra                                                       | Rudolf Värnlund                                         | Teater Tribunalen                                                           |
| 2021 | Død øver eliten                                                                         | Thomas Markmann                                         | Teaterhögskolan i Göteborg                                                  |
| 2021 | Danskjävlar                                                                             | Alexander Öberg och Erik Norberg                        | Byteatern                                                                   |

## Filmregi
- En rikedom bortom allt förstånd [9], novellfilm efter en berättelse av Peter Nilson med manus av Alexander Öberg. Foto: Jörgen Persson (filmfotograf). I rollerna bland andra Dan Sjögren, Kerstin Tidelius, Åsa Persson och Torkel Petersson. 20 minuter lång. Fantomfilm / Film i väst / SVT-GBG.  Vinter 1999 - 2000
- Romeo och Julia (1996) (TV)

## Musikalmusik
- Danskjävlar musikal av Alexander Öberg och Erik Norberg på Byteatern, 2021
- Bläck eller Blod musikal av Alexander Öberg och Erik Norberg på Riksteatern/Örebro länsteater, urpremiär 15 oktober 2017.
- Pelle Erövraren – Den stora kampen musikal av Alexander Öberg och Erik Norberg efter Martin Andersen Nexøs tredje roman om Pelle Erövraren, Helsingborgs stadsteater / Helsingborgs Symfoniorkester / Helsingborg Arena 2017
- Boxaren tillsammans med Erik Norberg på Länsteatern i Örebro i Örebro 2016
- Lasse-Maja Musikalen tillsammans med Erik Norberg på Länsteatern i Örebro 2014
- Vredens druvor tillsammans med Erik Norberg på Länsteatern i Örebro 2012

### Teatermusik
- Nomnomnom av Dimen Abdulla på Dramaten i regi av Natalie Ringler 2016
- Limpan av Martina Montelius på Teater Brunnsgatan Fyra i regi av Natalie Ringler 2012
- Zorro av Erik Norberg på Uppsala Stadsteater 2008
- Erendira av Gabriel Garcia Marquez på Teater Bhopa 1999
- Rosa L av Alexander Öberg och Birte Niederhaus på Teater Bastard 1990